# Чемгордан
Чемгорда́н (перс. چمگردان‎) — город в центральном Иране, в провинции Исфахан. Входит в состав шахрестана Ленджан. По данным переписи, на 2006 год население составляло 16 086 человек.

## География
Город находится в юго-западной части Исфахана, в гористой местности центрального Загроса, в левобережной части долины реки Заянде. Абсолютная высота — 1674 метра над уровнем моря.
Чемгордан расположен на расстоянии приблизительно 34 километров к юго-западу от Исфахана, административного центра провинции и на расстоянии 357 километров к югу от Тегерана, столицы страны. Ближайший аэропорт расположен в городе Зерриншехр.